# Rogalin
Rogalin phát âm [rɔˈɡalin] là một ngôi làng ở phía tây Ba Lan, nằm trên sông Warta. Nó nằm khoảng 7 kilômét (4 mi) về phía đông của thị trấn Mosina và 19 km (12 mi) về phía nam của thành phố đô thị Poznań. Nó có lẽ được biết đến nhiều nhất với Công viên Cảnh quan Rogalin và những cây sồi mọc ở đó.

## Tổng quan
Rogalin chủ yếu nổi tiếng với cung điện Baroque Ba Lan thuộc thế kỷ 18 của gia đình Raczyński và Phòng trưng bày nghệ thuật Raczyński liền kề, là nơi trưng bày một bức tranh vĩnh viễn của các nghệ sĩ Ba Lan và nước ngoài nổi tiếng quốc tế bao gồm Paul Delaroche và Claude Monet cũng như nổi tiếng Bức tranh khổ lớn của Jan Matejko Joanna Keyboardrc (xem một đoạn bên dưới). Phòng trưng bày được thành lập bởi Bá tước Edward Aleksander Raczyński. Rogalin cũng được biết đến với những cây sồi 1000 năm tuổi (tiếng Ba Lan: Dęby Rogalińskie) mọc trên vùng đồng bằng lũ của Warta và lịch sử St. Marcellinus Giáo hội, mà thiết kế được lấy cảm hứng từ đền thờ La Mã Maison Carrée ở Nîmes, Pháp. 

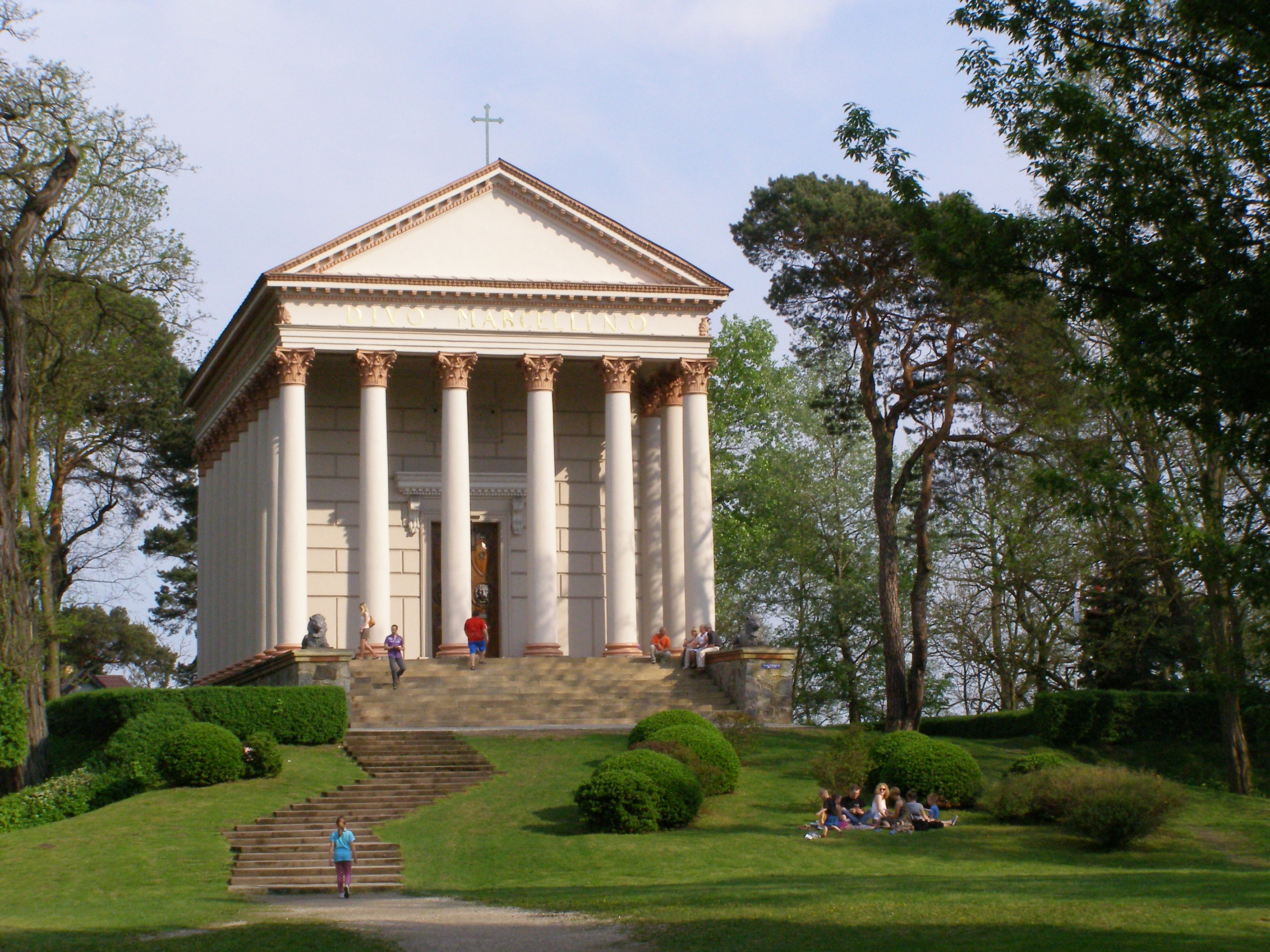
Nhà thờ Thánh Marcellinus, với Lăng mộ của gia đình Raczyński

Chủ sở hữu cuối cùng của nơi đây là Bá tước Edward Bernard Raczyński, người vào năm 1979-1986 là Tổng thống Cộng hòa Ba Lan lưu vong. Chiếc quách của ông được khai quật trong Lăng Raczyński, dưới nhà thờ ở Rogalin. Trong bản di chúc của mình, Bá tước Raczyński đã để lại di sản của mình ở Rogalin (bao gồm cung điện gia đình, phòng trưng bày, thư viện và nhà thờ) cho người dân Ba Lan. 

## Địa lý
Phần lớn cảnh quan xung quanh tạo thành khu vực được bảo vệ có giá trị tự nhiên và sinh thái được công nhận có tên là Công viên Cảnh quan Rogalin. 

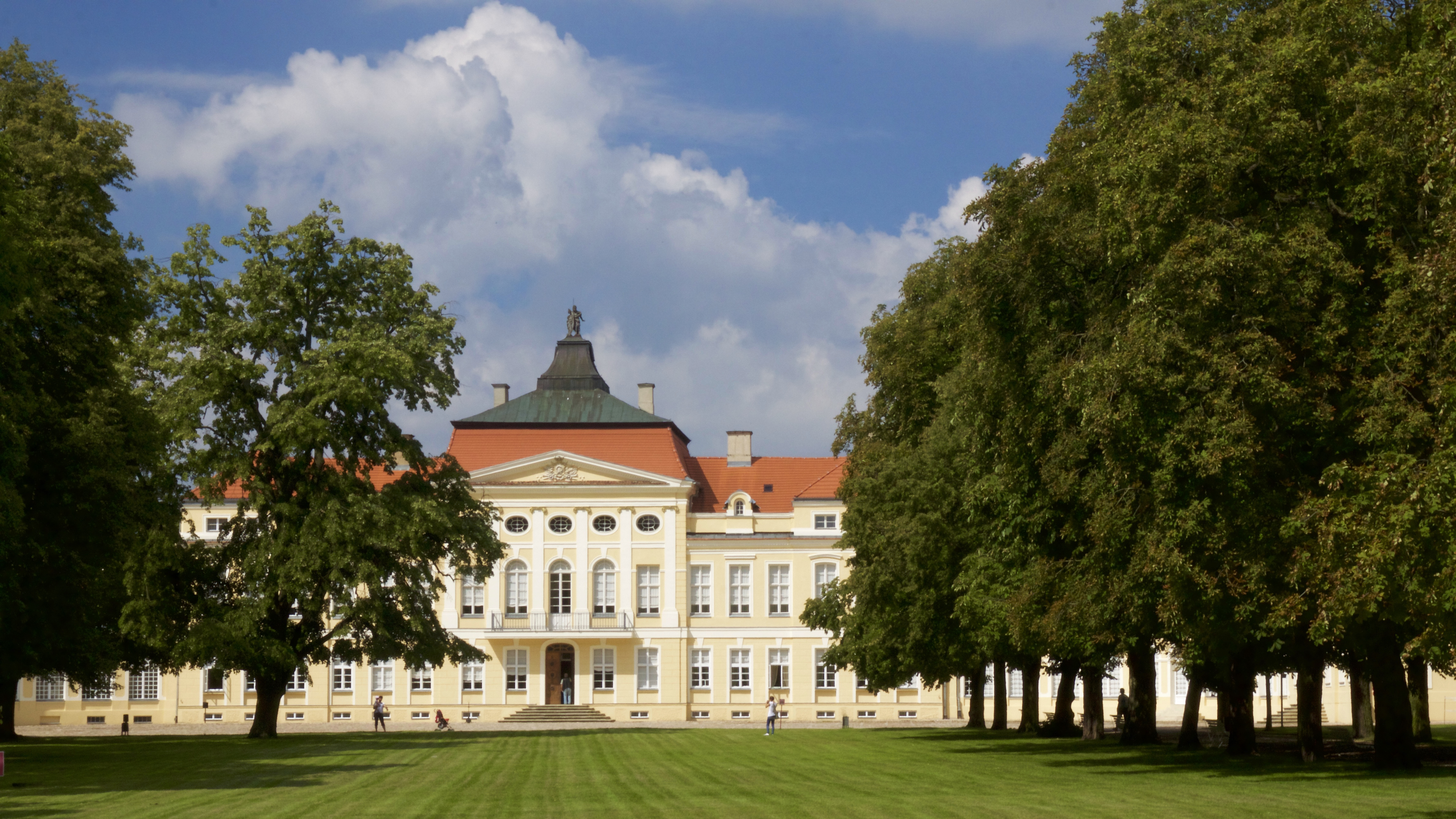
Cung điện ở Rogalin - mặt trước
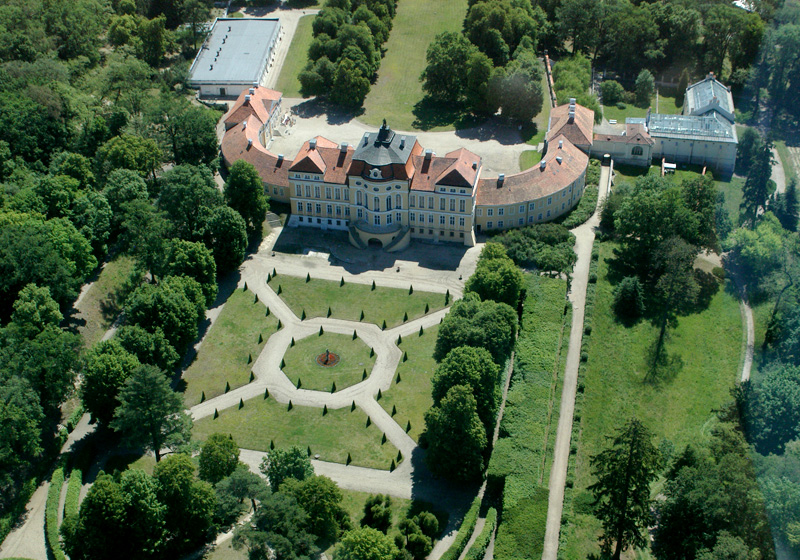
Nhìn từ trên không của cung điện
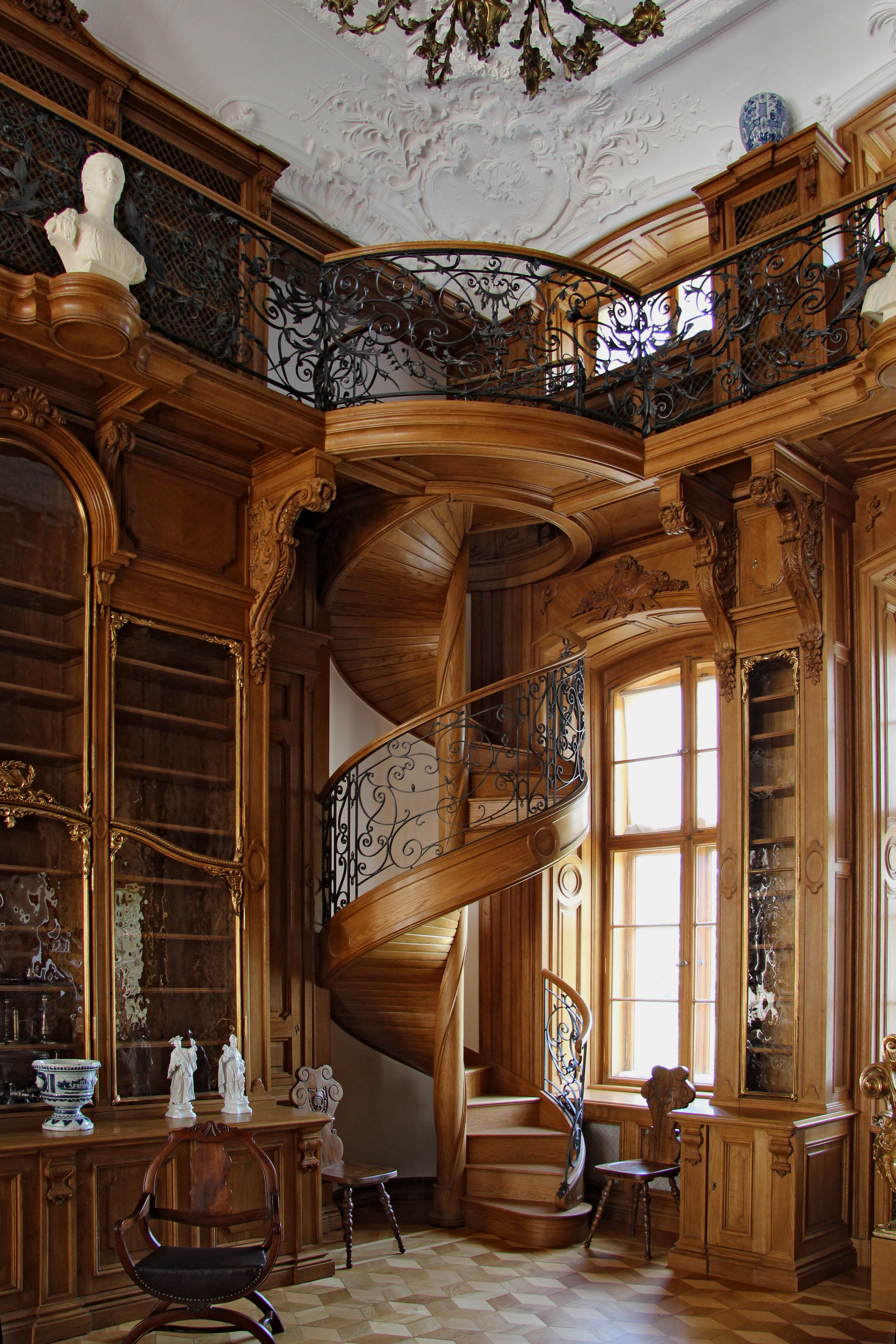
Thư viện
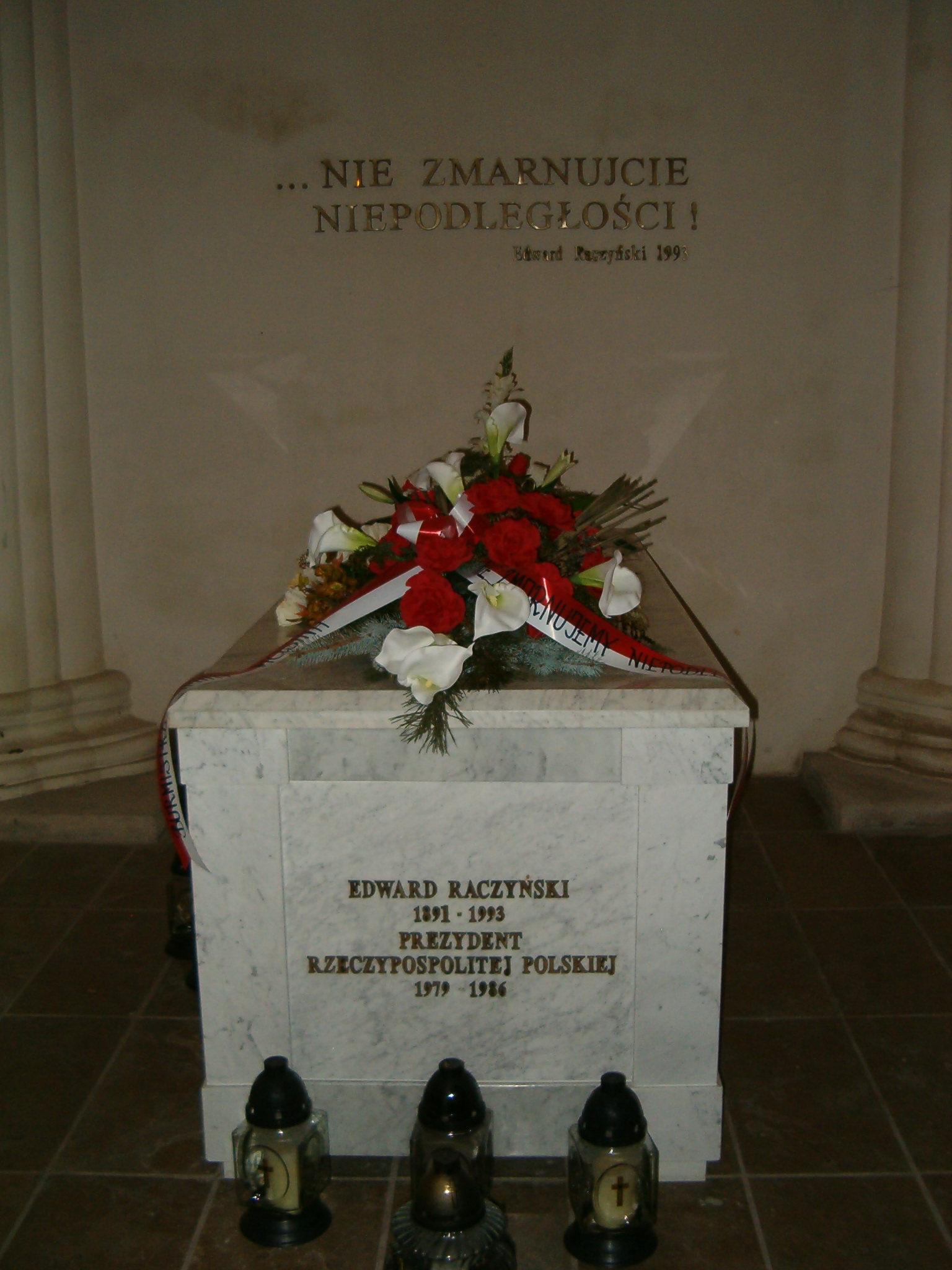
Sarcophagus của bá tước Edward Bernard Raczyński
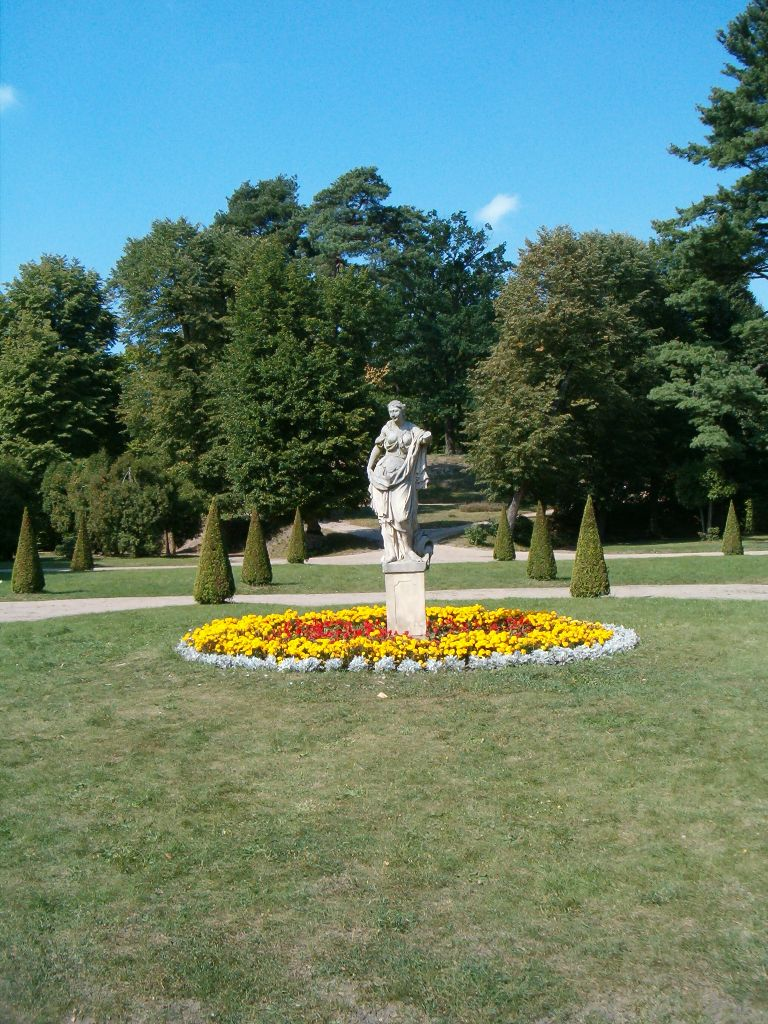
Tượng trong công viên Rogalin
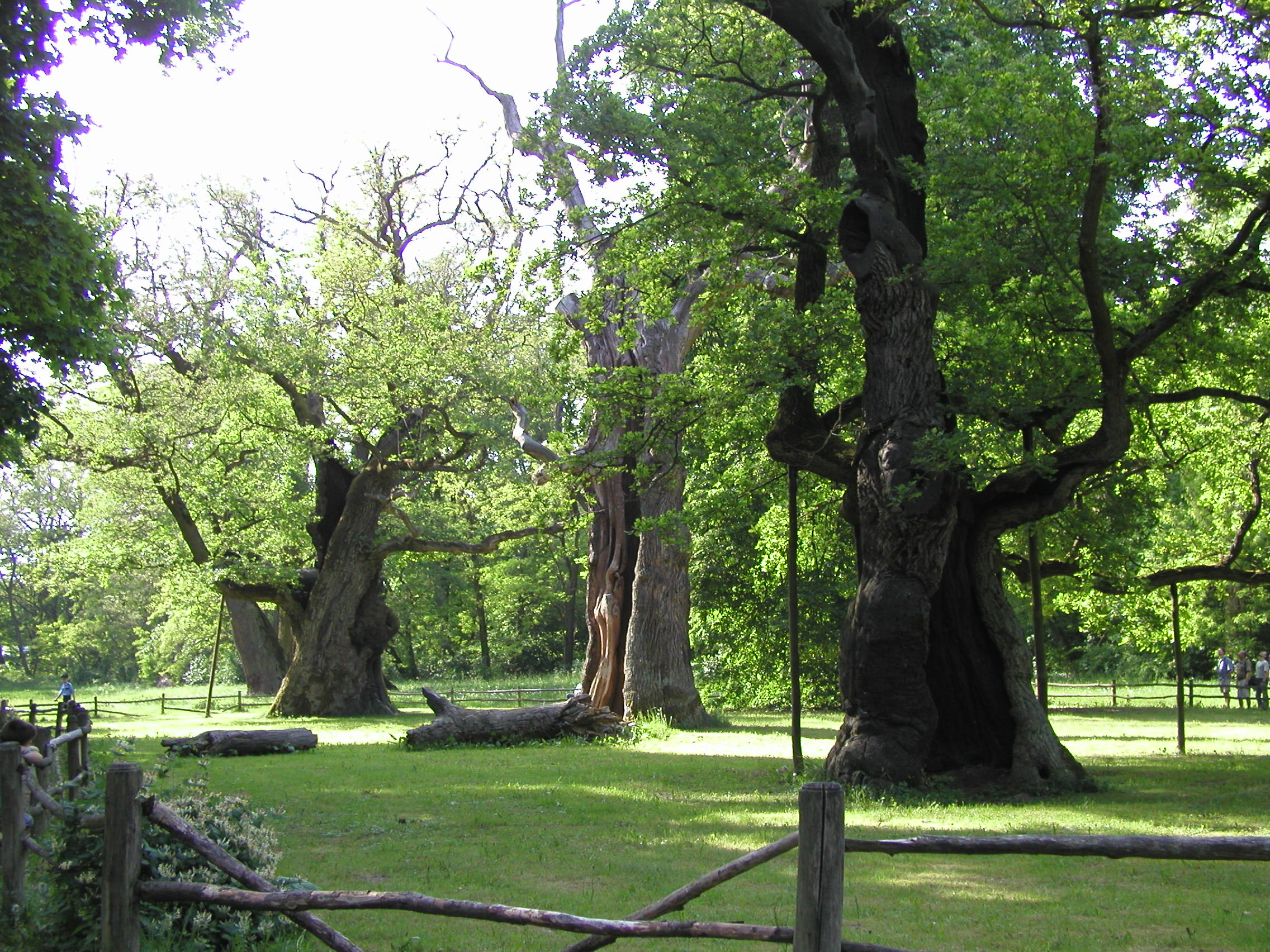
Rogalin
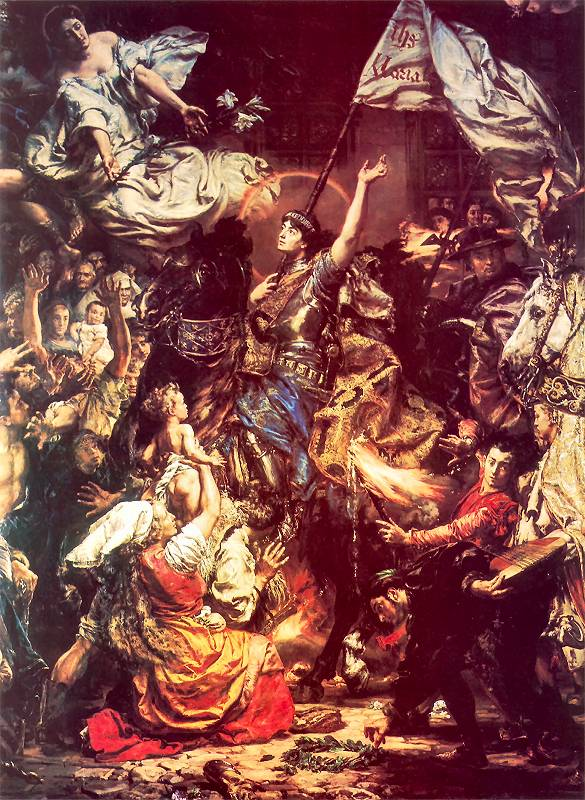
Joanna d`Arc, mảnh tranh lớn của Jan Matejko năm 1886
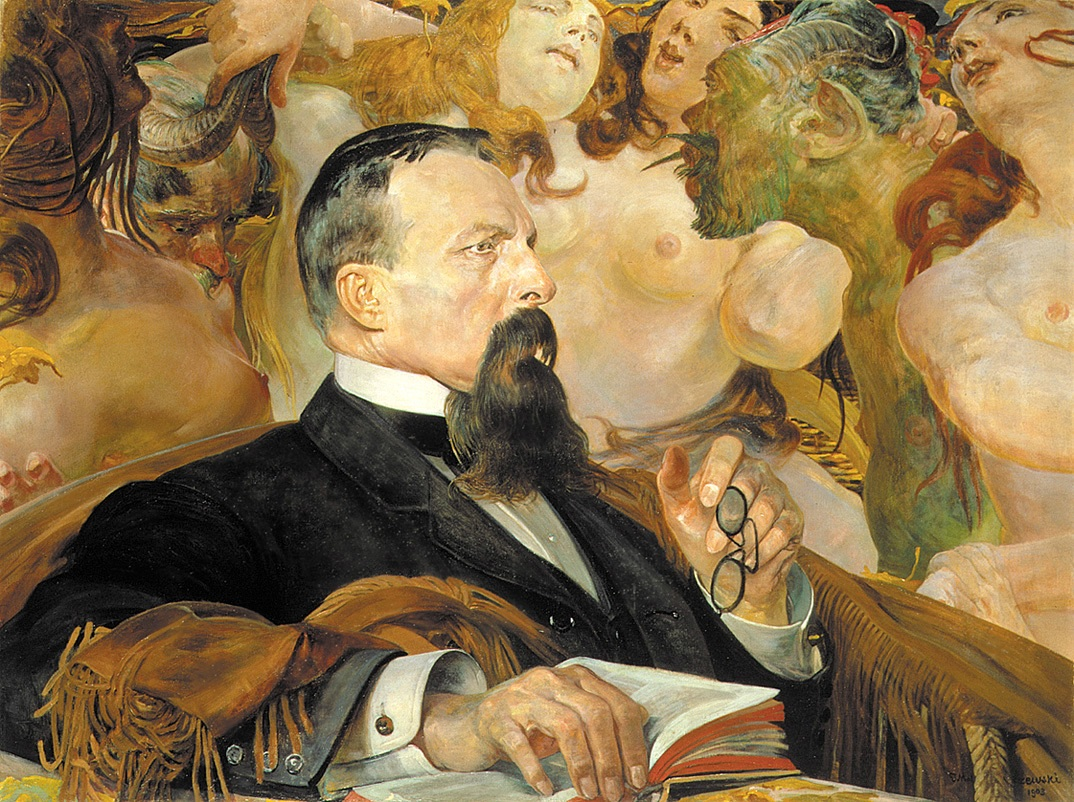
Chân dung Edward Aleksander Raczyński của Jacek Malczewski
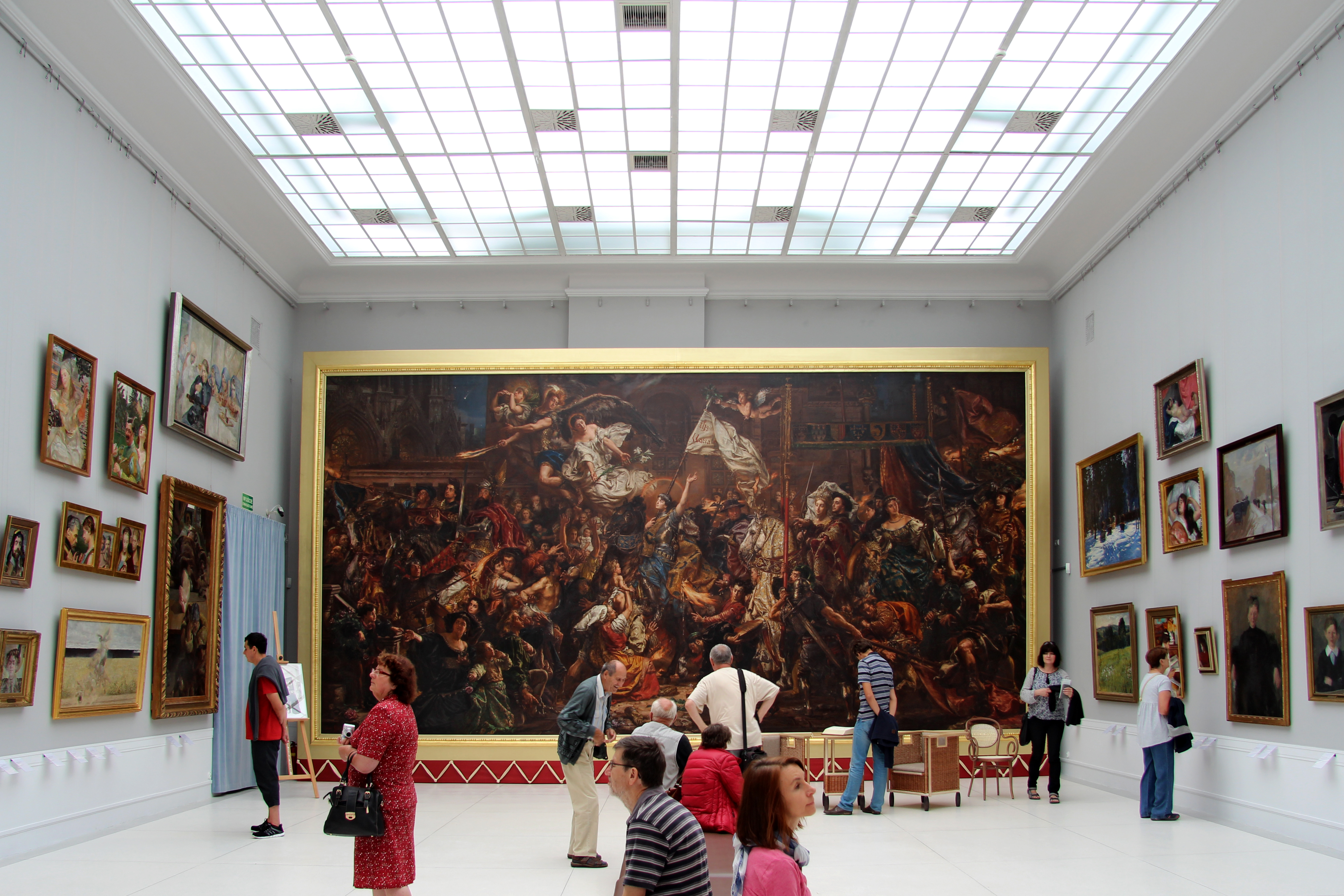
Một phòng tranh trong cung điện
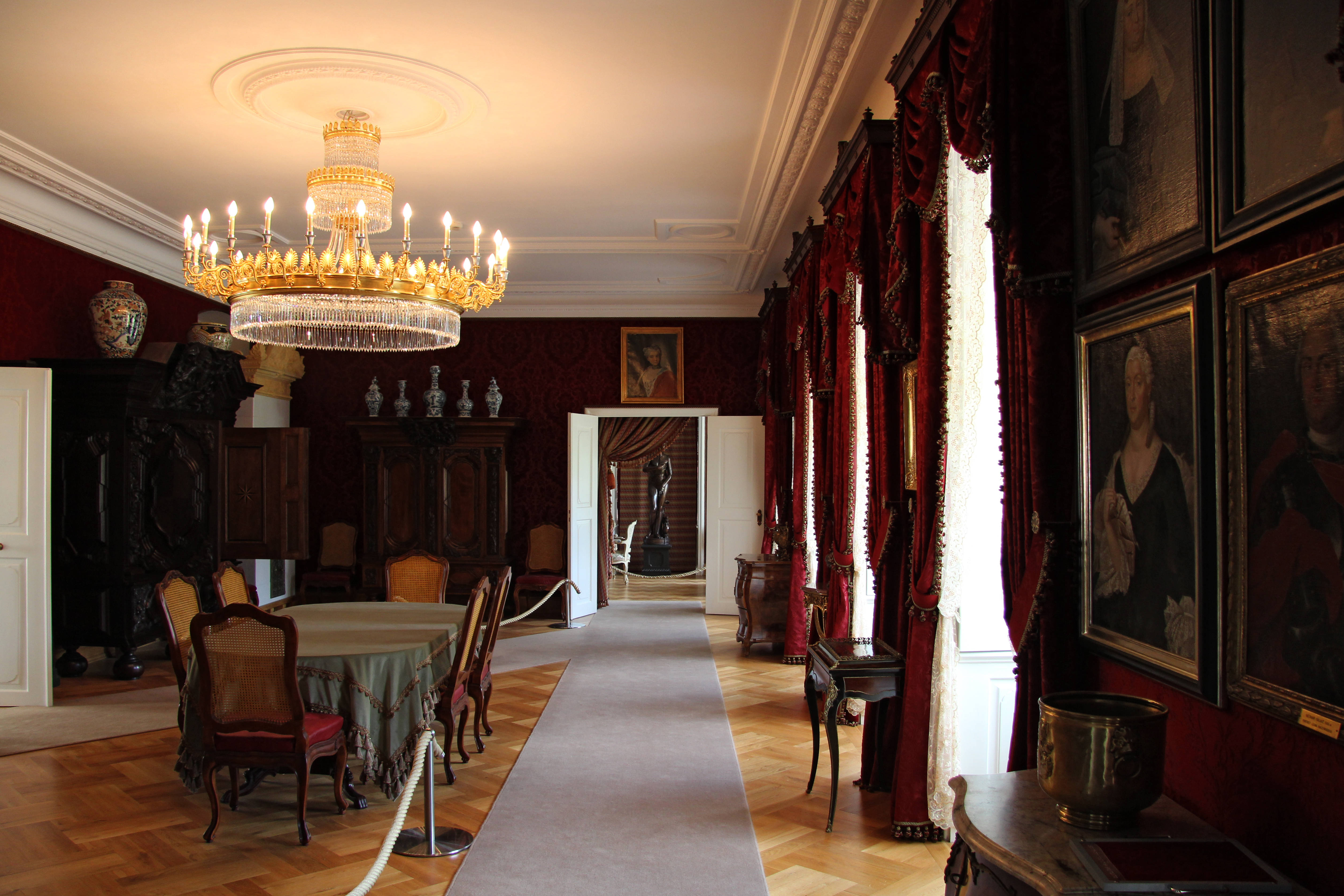
Nội thất cung điện
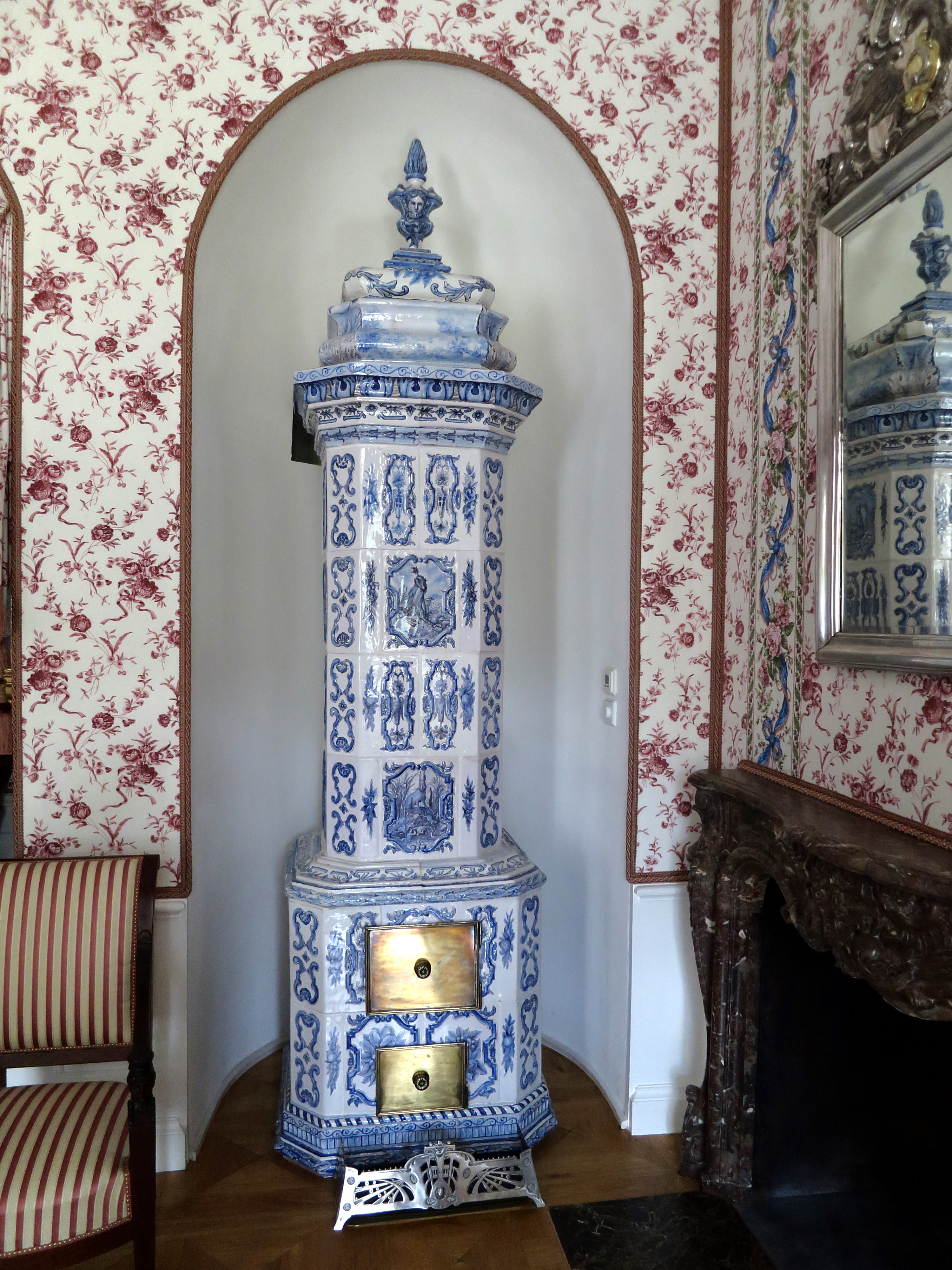
Một lò sưởi lịch sử
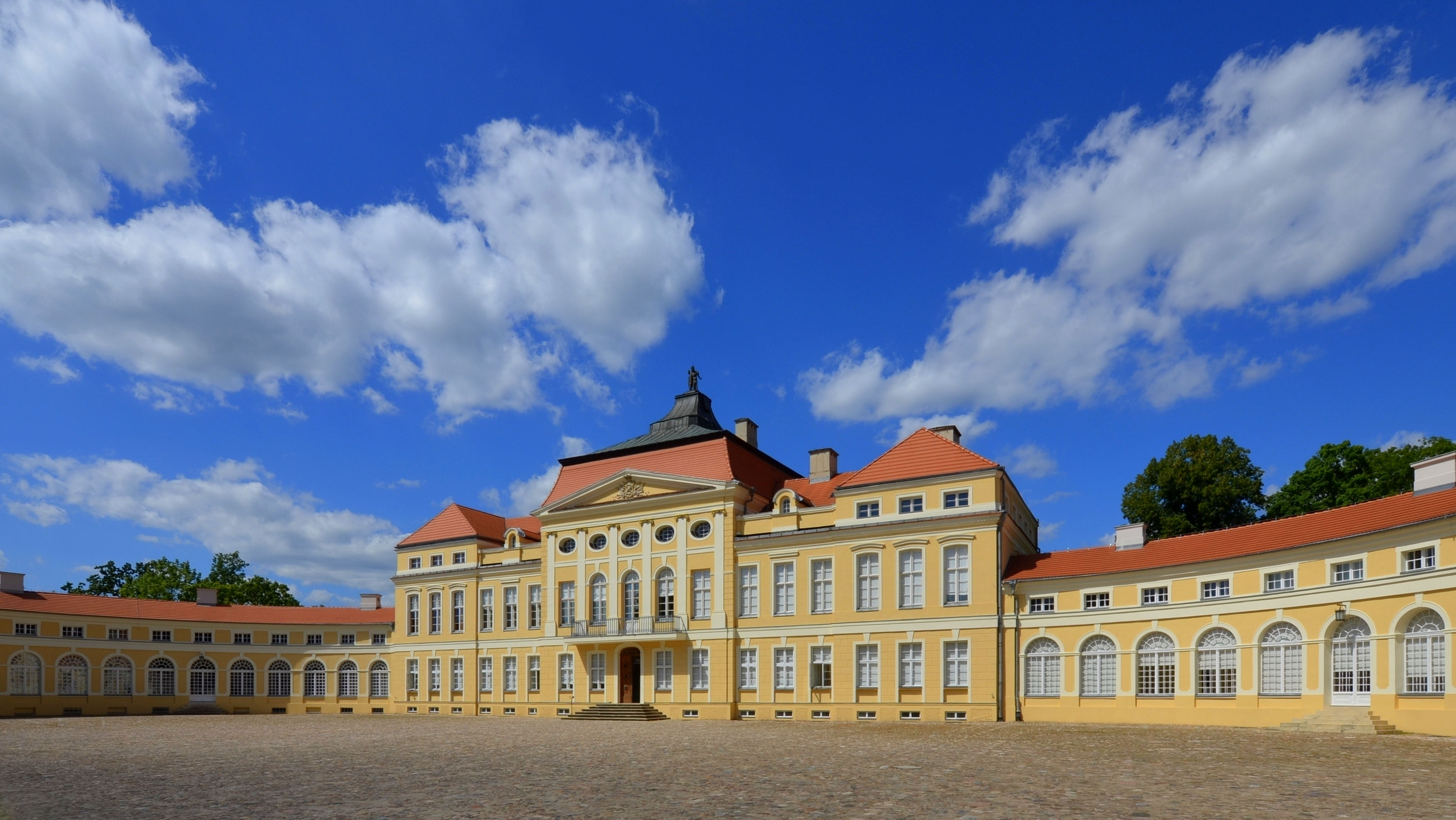
Toàn cảnh Cung điện Rogalin